# 会いたいよ (手塚翔太の曲)
「会いたいよ」（あいたいよ）は、日本の俳優の田中圭が「手塚翔太」の名義でリリースした楽曲。秋元康が作詞、NaOとMATCHが作曲した。2019年7月7日に配信、9月4日にシングルとしてソニー・ミュージックレコーズより発売された。

## リリース
DL配信。シングルはDVD付属の初回限定盤、CDのみの通常盤の2形態で発売。
2019年9月16日付オリコン週間チャートで、初登場7位を記録した。初週売り上げ枚数は、19,553枚（オリコン集計）である。

## メディアでの使用
会いたいよ
日本テレビ系日曜ドラマ『あなたの番です -反撃編-』の主題歌。

## シングル収録トラック

### 初回限定盤
| #         | タイトル                      | 作詞      | 作曲       | 編曲      | 時間  |
| --------- | ----------------------------- | --------- | ---------- | --------- | ----- |
| 1.        | 「会いたいよ」                | 秋元康    | NaO、MATCH | 倉内達矢  | 4:13  |
| 2.        | 「Bookmark」                  | 秋元康    | 倉内達矢   | 倉内達矢  | 4:08  |
| 3.        | 「川沿いの道」                | 秋元康    | 白土亨     | 白土亨    | 4:48  |
| 4.        | 「会いたいよ (Instrumental)」 |           | NaO、MATCH | 倉内達矢  | 4:13  |
| 5.        | 「Bookmark (Instrumental)」   |           | 倉内達矢   | 倉内達矢  | 4:08  |
| 6.        | 「川沿いの道 (Instrumental)」 |           | 白土亨     | 白土亨    | 4:45  |
| 合計時間: | 合計時間:                     | 合計時間: | 合計時間:  | 合計時間: | 26:15 |

| #         | タイトル                    | 作詞      | 作曲・編曲 | 監督 |
| --------- | --------------------------- | --------- | ---------- | ---- |
| 1.        | 「会いたいよ Music Video」  |           |            |      |
| 2.        | 「Making of「会いたいよ」」 |           |            |      |
| 合計時間: | 合計時間:                   | 合計時間: | 0:00       |      |

### 通常盤
| #         | タイトル                         | 作詞      | 作曲       | 編曲      | 時間  |
| --------- | -------------------------------- | --------- | ---------- | --------- | ----- |
| 1.        | 「会いたいよ」                   | 秋元康    | NaO、MATCH | 倉内達矢  | 4:13  |
| 2.        | 「Bookmark」                     | 秋元康    | 倉内達矢   | 倉内達矢  | 4:08  |
| 3.        | 「川沿いの道」                   | 秋元康    | 白土亨     | 白土亨    | 4:48  |
| 4.        | 「会いたいよ -Piano Only Ver.-」 | 秋元康    | NaO、MATCH | 川崎里実  | 3:05  |
| 合計時間: | 合計時間:                        | 合計時間: | 合計時間:  | 合計時間: | 16:14 |

## 反響
7月7日のDL配信開始後、1時間足らずでiTunesの総合ランキング1位を獲得。またAmazon Music、レコチョク等の14を超える配信サイトで軒並み1位を獲得。
日本レコード協会 2020年5月のダウンロード認定、ゴールド達成。